# Recorded Music NZ
La Recorded Music NZ ou RMNZ, anciennement Recording Industry Association of New Zealand ou RIANZ jusqu'en juin 2013, est une association de producteurs à but non lucratif qui effectue le classement hebdomadaire des ventes de musique en Nouvelle-Zélande.